# 法瑪瓦蒂站
法瑪瓦蒂站是印度尼西亞雅加達地鐵南北線的一座架空車站，位於南雅加達行政市芝蘭達鎮R·A·卡蒂妮路。該站在2019年3月24日雅加達地鐵南北線第一期通車時開放載客，設有4個出入口和2個側式月台。本車站由印多超市冠名贊助。

## 歷史
南北線第一期（布陸斯谷站－印度尼西亞大酒店圓環站）於2013年10月10日動工，至2019年3月24日開放載客，法瑪瓦蒂站因而啟用，成為南北線的中途站之一。

## 車站結構
法瑪瓦蒂站屬於架空車站，由於上行區間需要跨過雅加達外環收費公路的架空路段，所以法瑪瓦蒂站比其他架空車站更高（車站上蓋高34.3米），結構也和其他架空車站不一樣。該站設有3層，地面為出入口，一樓為中轉區，二樓為公眾區／商業區，三樓為南北線月台（往布陸斯谷／印度尼西亞大酒店圓環）。
| 三樓 | 側式月台       | 側式月台                                            | 側式月台       |
| 三樓 | 西             | 南北線列車往布陸斯谷方向                            |                |
| 三樓 |                | 南北線列車往印度尼西亞大酒店圓環方向（芝珀特·拉亞） | 東             |
| 三樓 | 側式月台       |                                                     |                |
| 二樓 | 公眾區、商業區 | 公眾區、商業區                                      | 公眾區、商業區 |
| 一樓 | 中轉區         | 中轉區                                              | 中轉區         |
| 地面 | 出入口         | 出入口                                              | 出入口         |

### 出入口
法瑪瓦蒂站設有4個出入口。
| 出口編號 | 建議前往的目的地    |
| -------- | ------------------- |
| A出口    | 聖斯德望堂          |
| B出口    | 巴蘇基·阿都拉博物館 |
| C出口    | 游擊隊咖啡店        |
| D出口    | 法瑪瓦蒂醫院        |

## 服務及接駁交通
工作日期間，南北線列車平時的班次平均為9分鐘一班，繁忙時段（早上7時至9時、晚上5時至7時）則縮短為平均5分鐘一班。假日期間，列車班次平均為10分鐘一班。從法瑪瓦蒂站開往印度尼西亞大酒店圓環站的首班車在每天上午5時03分開出，末班車在每天晚上11時15分開出，開往布陸斯谷站的首班車在每天上午5時32分開出，末班車在每天晚上11時57分開出。開往M區站的末班車則在每天晚上11時30分開出。
乘客可在本站周圍換乘雅加達專線巴士1E號線，美都小巴S610號線及S76號線。

## 外部連結
- 雅加達地鐵公司：法瑪瓦蒂站 （页面存档备份，存于） （印尼文）